# Карев, Сергей Анатольевич
Серге́й Анатольевич Ка́рев (род. 31 марта 1986, Липецк) — российский фигурист выступавший в парном катании с Ариной Ушаковой. Пара стала бронзовым призёром зимней Универсиады 2007 и бронзовыми призёрами чемпионата России по фигурному катанию 2008 года. Мастер спорта России международного класса.

## Карьера
Первой партнершей Сергея была Дарья Казючиц.
Затем, он выступал дуэтом с Ариной Ушаковой. Два первых сезона их тренером была Нина Мозер, а в 2007 году работать с парой стала Наталья Павлова.
На чемпионате России 2008 года они стали третьими, что позволило им представлять Россию на чемпионате Европы где они заняли пятое место.
Летом 2008 года пара Ушакова/Карев распалась. Сергей около двух сезонов пытался найти новую партнёршу, но неудачно. В настоящее время участвует в шоу.

## Спортивные достижения
С А. Ушаковой
| Соревнование/Сезон | 2005—06 | 2006—07 | 2007—08 |
| ------------------ | ------- | ------- | ------- |
| Чемпионаты Европы  |         |         | 5       |
| Чемпионаты России  | 7       | 4       | 3       |
| Зимние Универсиады |         | 3       |         |